# Les Sentinelles (série télévisée)
Production
Diffusion
Les Sentinelles est une série télévisée française réalisée par Thierry Poiraud et Édouard Salier d'après un scénario de Guillaume Lemans, Xabi Molia et Raphaëlle Richet, et prévue pour 2025 sur Canal+.
Cette fiction est une coproduction de Federation Studios et Esprits Frappeurs, réalisée d'après la série de bande dessinée Les Sentinelles, de Xavier Dorison et Enrique Breccia publiée par Delcourt.

## Distribution
- Louis Peres : Gabriel Ferraud
- Thibaut Évrard :
- Kacey Mottet-Klein :
- Carl Malapa :
- Olivia Ross :
- Ouassini Embarek :
- Pauline Étienne :
- Nastya Golubeva :
- Noam Morgensztern :
- Nadir Legrand :
- Mohamed Hicham :
- Peter Hudson
- Vincent Pasdermadjian :

## Production

### Genèse et développement
Cette série est une coproduction de Federation Studios et Esprits Frappeurs, réalisée d'après la série de bande dessinée Les Sentinelles, de Xavier Dorison et Enrique Breccia publiée par Delcourt,,,,.
Elle est créée et écrite par Guillaume Lemans, Xabi Molia et Raphaëlle Richet, et réalisée par Thierry Poiraud (épisodes 1 à 4) et Édouard Salier (épisodes 5 à 8),,.
La production est assurée Lionel Uzan et Thierry Sorel pour Federation Studios et Delphine Clot et Guillaume Lemans pour Esprits Frappeurs,.
Delphine Clot, cofondatrice d'Esprits Frappeurs et coproductrice de la série, déclare en février 2025 à Deadline Hollywood : « Dans cette série de romans graphiques, il y avait des ingrédients qui nous intéressaient beaucoup, notamment le mélange du contexte de guerre et de la touche de science-fiction. Ce qui est unique, c'est la combinaison des genres. Il y a l'histoire de soldats augmentés, une histoire d'espionnage et le décor de Paris. Il y a aussi une histoire d'amour très forte entre Gabriel et sa femme. Au tout début, on rapporte sa mort, mais sa femme refuse de l'accepter et elle le recherche. »,.
Le coproducteur Lionel Uzan ajoute : « Ce que nous aimons dans le roman graphique, c'est cette idée d'une autre Première Guerre mondiale, qui fait partie du slogan potentiel de la série : « On ne sait pas tout de la Première Guerre mondiale ». Il y a une juxtaposition entre quelque chose qui semble réel et un élément futuriste, ou rétro-futuriste. »,.
Delphine Clot précise encore : « Il y a une sorte de lueur, de lumière, un style et une esthétique très particuliers. Nos deux réalisateurs et le directeur de la photographie ont travaillé là-dessus avec l'intention de rendre le tout à la fois réaliste et magique. ».
Alors que le tournage a été lancé en avril 2023, ce n'est qu'en février 2025 que Studiocanal propose la série aux acheteurs internationaux lors des London TV Screenings,. Lionel Uzan précise à cette occasion que le travail a déjà commencé sur les scripts de la saison 2.

### Tournage
Le tournage de la série a lieu à partir du 12 avril 2023 à Paris et en région parisienne,.

### Fiche technique
Sauf indication contraire, les informations mentionnées dans cette section peuvent être confirmées par les bases de données cinématographiques IMDb et Allociné,  présentes dans la section « Liens externes ».
- Titre français : Les Sentinelles
- Genre : fantastique[3]
- Production : Lionel Uzan, Thierry Sorel, Delphine Clot et Guillaume Lemans[1],[3],[4]
- Sociétés de production : Federation Studios et Esprits Frappeurs[1],[3]
- Société de distribution : Studiocanal[4]
- Réalisation : Thierry Poiraud (épisodes 1 à 4) et Édouard Salier (épisodes 5 à 8)[1],[2],[3]
- Scénario : Guillaume Lemans, Xabi Molia et Raphaëlle Richet[1],[2],[3],[6]
- Pays de production :  France
- Langue originale : français
- Format : couleur
- Nombre de saisons : 1
- Nombre d'épisodes[1],[2] : 8
- Durée : 52 minutes[1],[2]
- Dates de première diffusion :